# Tamburello

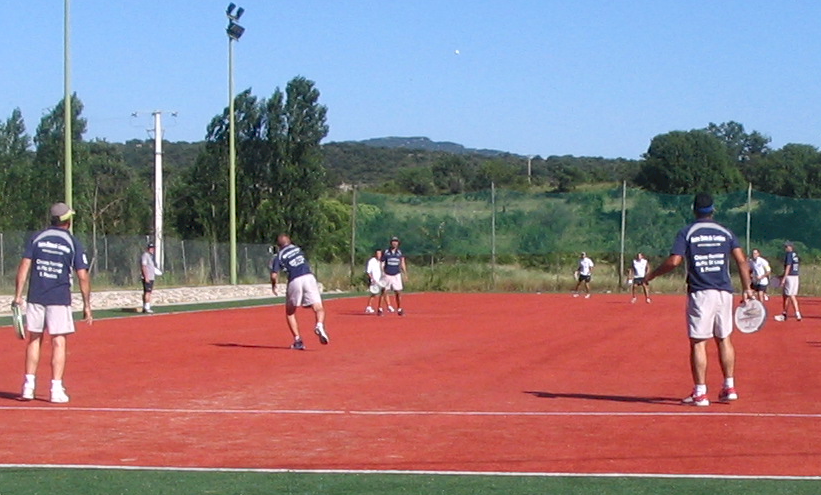
Francia Division 1-es tamburello mérkőzés: a Notre-Dame-de-Londres csapata játszik a Cournonterral ellen, az előbbi otthonában, 2008. június 28-án

A tamburello egy labdajáték, amelyet a csörgődobhoz (más néven tamburinhoz) hasonló alakú és méretű ütővel játszanak, a három, illetve gyerekeknél az ötfős csapatok. A tamburellóhoz használt labda hasonló méretű, mint a teniszlabda, de más az anyaga, és lényegesen puhább. A játéktér kézilabdapálya méretű, amelyen egyidejűleg két csapat játszik, egymás ellen. A játékban a tenisz szabályai szerint kell a labdát az ütővel az ellenfél térfelére átütni.
A tamburello olasz eredetű, hazájában népszerűsége a teniszével vetekszik. Magyarországon kevéssé ismert, de a magyar játékosok nemzetközi versenyeken is indulnak, és sikereket érnek el: a 2007., 2008. és a 2010. évi Európa-bajnokságokon a női csapat második helyezést ért el. A tamburellót Olaszországon kívül Franciaországban, Németországban, Spanyolországban, Nagy-Britanniában, Norvégiában, Svédországban, Brazíliában, Kubában, Japánban és más országokban is versenyszerűen játsszák. Története a reneszánszig nyúlik vissza. Régebben a várfalak tövében játszották, e hagyomány jegyében ma is gyakran rendeznek ilyen helyszínen versenyeket. A játékot a labdarúgás népszerűsödése Olaszországban is háttérbe szorította, de a kedveltségét sosem veszítette el teljesen.
A Magyar Tamburello Szövetség székhelye Budapesten található. Budapesten kívül Budaörsön, Bakonybélen, Ócsán, Érden és több Pest vármegyei településen folyik felnőttek és gyerekek oktatása. A szövetség törekszik arra, hogy a tamburello sportot iskolástól nyugdíjas korig minél több emberrel megkedveltesse.

## Elnevezése
A játék az ütők méretéről és – főleg – alakjáról kapta a nevét. A tamburello kis méretű dobot jelent olaszul. A 18. századból is ismeretesek olyan tamburello-ütők, amelyek a manapság használtakhoz, illetve a csörgőjüket vesztett tamburinokhoz hasonlítanak.

## A játék szabályai

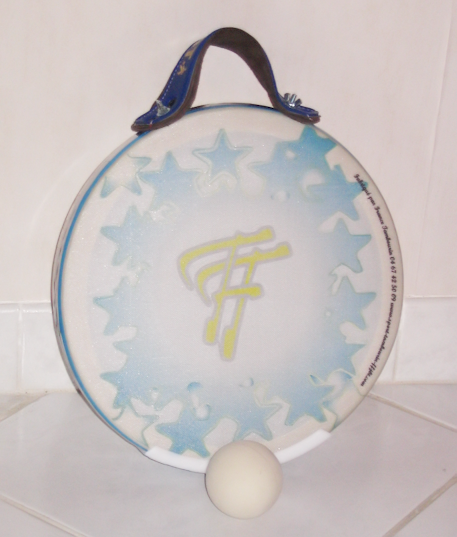
Tamburin – a tamburellóhoz használt ütő a labdával

A labdát a 34×16 méteres pályán a tamburinhoz hasonló ütővel kell átütni az ellenfél térfelére. A pályán nincs háló, csak középvonal választja el a két térfelet. A labdát az ütőkkel a tenisz szabályai szerint szabad érinteni: mielőtt lepattanna, vagy miután egyszer földet ért a saját térfélen. Egy játék tizenhárom nyert játszmából áll, 12-12 esetén az eredményt döntetlennek kell tekinteni. A játszmák a teniszben szokásos pontozással, négy adogatásból állnak: az első nyert adogatás 15, a második 30, a harmadik 40 pontot ér, a negyedik 50 pontot. Ha mindkét csapat eléri a 40 pontot, akkor a játszmát a soron következő pont nyertese nyeri. A csapatok három-három játszma után térfelet cserélnek.
A pályát határoló vonalak a pálya részét képezik, a középvonal mindkét csapat térfelébe beleszámít. A labdát oldalsó mozdulattal kell megütni, ezért a tenyeres ütések dominálnak, és az ütőt a játékosok áttehetik a másik kezükbe.
A csapat elveszíti a menetet, ha
- az adogató játékos az adogatás során belép a pályára, vagy rálép az alapvonalra (ami a pálya részét képezi),
- a labda nem éri el a felezővonalat, vagy túlrepül az ellenfél alapvonalán,
- ha a labda a játékos testét érinti (kivéve az ütőt tartó alsókart),
- ha labdát ugyanazon csapatból több játékos is érinti egymás után,
- ha a játékos az ellenfél térfelére, vagy a középvonalra lép.[2]

## Fajtái
A tamburellónak több változata is kialakult az idők során, részben a helyszínek nyújtotta lehetőségekhez alkalmazkodva.
- A TamClassic változatot ötfős csapatok játsszák, a szokásosnál lényegesen nagyobb, 80×20 méteres pályán. Ennél a változatnál a labda is keményebb anyagból készül.[6]
- A TamIndoor vagy simán csak indoor (magyarán „beltéri”, azaz fedett pályás) változatnál háromfős csapatok küzdenek egymással, 34×16 méteres pályán, és puhább labdával.[7]
- A TamBeach a sportág strandokra kialakult változata. Normál strandröplabdapályán, 210 centiméter magasra helyezett háló felett játsszák háromfős csapatok.[8]
- A Tamburelli is lényegesen különbözik a klasszikus tamburellótól: 9,45×4,1 méteres pályán játsszák, háló fölött, ami 173 centiméter magasan van kifeszítve.[9]